# Goudotina femorata
Goudotina femorata es una especie de insecto coleóptero de la familia Chrysomelidae.
Fue descrita científicamente en 1952 por Bechyne.